# Eleanor Thornton
Eleanor Velasco Thornton (1880 – 30 de diciembre de 1915) fue una actriz y modelo británica.
Thornton nació en Stockwell y abandonó los estudios a los 16 años de edad. A los 22 años comenzó a trabajar como secretaria de John Edward Scott-Montagu, quien se convirtió en el segundo Baron Montagu of Beaulieu en 1905. Thornton fue su amante, y ambos tuvieron una hija ilegítima que fue dada en adopción. Posteriormente posó para el escultor Charles Robinson Sykes, sirviendo como modelo de El espíritu del Éxtasis, nombre con el que se conoce al adorno de capó utilizado en los automóviles fabricados por Rolls-Royce. Un prototipo de la escultura fue la obra El susurro, donde también fue modelo.
Thornton murió ahogada junto a otros cientos de pasajeros el 30 de diciembre de 1915, cuando el SS Persia, un barco que viajaba a través del Mar Mediterráneo hacia la India, fue alcanzado por un torpedo del U-Boot alemán U-38, comandado por Max Valentiner. Montagu, quien también viajaba en el barco, sobrevivió al naufragio.